# Programas especiales de La 1 en Nochevieja
| Programas especiales de humor de La 1 en Nochevieja | Programas especiales de humor de La 1 en Nochevieja | Programas especiales de humor de La 1 en Nochevieja | Programas especiales de humor de La 1 en Nochevieja | Programas especiales de humor de La 1 en Nochevieja |
| Año                                                 | Humorista(s)                                        | Título                                              | Espectadores                                        | Cuota                                               |
| --------------------------------------------------- | --------------------------------------------------- | --------------------------------------------------- | --------------------------------------------------- | --------------------------------------------------- |
| 1988                                                | Javier Gurruchaga                                   | La última cena del 88                               | N/A                                                 | N/A                                                 |
| 1989                                                | Martes y Trece                                      | A por uvas                                          | N/A                                                 | N/A                                                 |
| 1990                                                | Martes y Trece                                      | ¡Venga el 91!                                       | N/A                                                 | N/A                                                 |
| 1991                                                | Martes y Trece                                      | El 92 cava con todo                                 | 10 106 000                                          | 70,6%                                               |
| 1992                                                | Martes y Trece                                      | Martes y Trece en directo                           | 8 082 000                                           | N/A                                                 |
| 1993                                                | Los Morancos                                        | Hasta aquí hemos llegado                            | 4 921 000                                           | 33,0%                                               |
| 1994                                                | Martes y Trece                                      | ¡Fíjate!                                            | 5 962 000                                           | 41,0%                                               |
| 1995                                                | Martes y Trece                                      | A Belén pastores                                    | 7 490 000                                           | N/A                                                 |
| 1996                                                | Martes y Trece                                      | Emisión imposible                                   | 6 954 000                                           | 48,9%                                               |
| 1997                                                | Martes y Trece                                      | Adós                                                | 7 041 000                                           | 49,9%                                               |
| 1998                                                | Los Morancos                                        | Aligera y pon ya La Primera                         | 4 716 000                                           | 37,9%                                               |
| 1999                                                | Cruz y Raya                                         | En efecto 2000                                      | 5 664 000                                           | 45,6%                                               |
| 2000                                                | Cruz y Raya                                         | 2001, aunque sea en el espacio                      | 6 176 000                                           | 50,3%                                               |
| 2001                                                | Cruz y Raya                                         | La verbena de la peseta                             | 5 561 000                                           | 48,7%                                               |
| 2002                                                | Cruz y Raya                                         | Al 2003... si hay que ir se va                      | 4 931 000                                           | 45,1%                                               |
| 2003                                                | Cruz y Raya                                         | Regreso al 2004. El día del fin del año             | 5 007 000                                           | 41,5%                                               |
| 2004                                                | Cruz y Raya                                         | Érase una vez... 2004                               | 4 327 000                                           | 36,6%                                               |
| 2005                                                | Cruz y Raya                                         | 2005... Repaso al futuro                            | 3 813 000                                           | 31,9%                                               |
| 2006                                                | Cruz y Raya                                         | 2006... Perdiendo el juicio: Operación Maletín      | 4 294 000                                           | 38,6%                                               |
| 2007                                                | José Mota                                           | Ciudadano Kien                                      | 3 561 000                                           | 29,3%                                               |
| 2008                                                | José Mota                                           | Es bello vivir                                      | 4 298 000                                           | 35,2%                                               |
| 2009                                                | José Mota                                           | 2010: con el vértigo en los talones                 | 4 748 000                                           | 39,4%                                               |
| 2010                                                | José Mota                                           | 2011: ¡¿estamos contentos?!                         | 5 596 000                                           | 43,2%                                               |
| 2011                                                | José Mota                                           | Seven: los siete pecados capitales de provincia     | 4 761 000                                           | 39,2%                                               |
| 2012                                                | Josema Yuste                                        | Hotel 13 estrellas, 12 uvas                         | 3 351 000                                           | 28,2%                                               |
| 2013                                                | Los Morancos                                        | La puerta del tiempo                                | 2 978 000                                           | 24,9%                                               |
| 2014                                                | José Mota                                           | Un país de cuento                                   | 3 337 000                                           | 28,6%                                               |
| 2015                                                | José Mota                                           | Resplandor en la Moncloa                            | 3 641 000                                           | 32,2%                                               |
| 2016                                                | José Mota                                           | Operación And The Andarán                           | 4 061 000                                           | 36,4%                                               |
| 2017                                                | José Mota                                           | Bienvenido, Mr. Wan-Da                              | 3 523 000                                           | 31,5%                                               |
| 2018                                                | José Mota                                           | Retratos salvajes                                   | 4 418 000                                           | 34,9%                                               |
| 2019                                                | José Mota                                           | 31-D: un golpe de gracia                            | 3 963 000                                           | 30,1%                                               |
| 2020                                                | José Mota                                           | Adiós, dos mil vete (Cinema Paraeso)                | 4 598 000                                           | 27,0%                                               |
| 2021                                                | José Mota                                           | Cuento de vanidad                                   | 3 545 000                                           | 23,7%                                               |
| 2022                                                | José Mota                                           | ¡Sálvese quien Putin!                               | 3 473 000                                           | 28,8%                                               |
| 2023                                                | José Mota                                           | 2023: Un año de miedo                               | 3 112 000                                           | 27,5%                                               |
| 2024                                                | José Mota                                           | 2024: Operación IA IA oh                            | 3 586 000                                           | 31,8%                                               |

A finales de los años 80 empezó a asentarse la tradición de los especiales antes de las campanadas realizados por algún humorista o pareja cómica de prestigio. 
Javier Gurruchaga se convirtió en el pionero de este tipo de espacios en 1988. Destaca la presencia del icónico dúo Martes y Trece desde la Nochevieja de 1983, aunque no se hizo cargo de un programa especial íntegramente humorístico hasta la última noche de 1989. Un año antes ya habían presentado la tradicional ceremonia musical de fin de año. En total, fueron ocho los especiales previos a las uvas que protagonizaron (con una interrupción en 1993, año en el que Los Morancos tomaron su relevo y el dúo Cruz y Raya presentó la gala posterior), hasta su separación definitiva en 1997. Josema Yuste, ya sin la compañía de Millán Salcedo, se hizo cargo en solitario de otro especial quince años después, en 2012.
El humorista José Mota es quien ha participado en más programas con un total de veinticuatro. Ocho de ellos fueron consecutivos como integrante del dúo Cruz y Raya junto a Juan Muñoz (entre 1999 y 2006). Posteriormente, realizó otros dieciséis en solitario divididos en dos etapas, con una ausencia intermedia de dos años provocada por su contrato con Telecinco. Los Morancos —César y Jorge Cadaval— han protagonizado tres especiales desde 1993, con quince años de diferencia entre los dos últimos (1998 y 2013).

## Década de 1960
- 1964: 
  - Especial Nochevieja
    - Realización: José María Quero y Enrique Martí Maqueda.
    - Artistas: José Luis Coll, Luis Gardel, Gelu, Karina, Los Javaloyas, Los Sónor, Rosalía, Los Tamaras y Silvana Velasco.

- 1965: 
  - Especial Nochevieja
    - Realización: José María Quero y Artur Kaps.
    - Presentación: Ángel de Andrés y Tony Leblanc.
    - Artistas: Los Beatles de Cádiz, Los Botines, Cassen, Miguel Gila, Manolo Gómez Bur, Los Mismos, Emilio Laguna, Los Llaneros de la Frontera, Paco Michel, Micky y Los Tonys, Esmeralda Mistral, Tito Mora, Jaime Morey, Lina Morgan, Juanito Navarro, Antonio Ozores, Los Sírex, Laly Soldevila, Los Tifones, Los Tres de Castilla, La Tuna de Farmacia y Zori, Santos y Codeso.

- 1966: 
  - Feliz Año Nuevo
    - Presentación: Marisol González.
    - Artistas: Los Bravos y Bernard Hilda.

- 1968: 
  - Especial Nochevieja
    - Presentación: José Luis Barcelona, José Luis Uribarri y Sonia Bruno.
    - Artistas: Los Bravos, Fórmula V, Bruno Lomas, Micky y Los Tonys, Los Payos, Miguel Ríos, Rosalía y Torrebruno.

- 1969: 
  - Felices Años 70
    - Presentación: Andrés Pajares.
    - Artistas: Los Ángeles Negros, Los Brincos, Julio Carabias, Alicia Díaz, Fernando Esteso, Núria Feliu, Fórmula V, Julio Iglesias, Rocío Jurado, Karina, Ana Kiro, Los Mismos, Jaime Morey, Lina Morgan, Juanito Navarro, Los Pekenikes, Miguel Ríos, Tip y Coll, Voces Amigas y Dolores Vargas.

## Década de 1970
- 1970: 
  - Especial Nochevieja[42]
    - Realización: Fernando García de la Vega y Valerio Lazarov.
    - Presentación: Torrebruno y José Luis Barcelona.
    - Artistas: Dolores Abril, Luis Aguilé, Elsa Baeza, Basilio Fergus, Conchita Bautista, Lola Flores, Donna Hightower, Antonio Machín, Los 3 Sudamericanos, Rosa Morena, Peret, Rosalía, Dolores Vargas, Rudy Ventura y Luciana Wolf.

- 1971: 
  - Especial Nochevieja
    - Realización: Fernando García de la Vega.
    - Presentación: Juan Antonio Fernández Abajo y Tip y Coll.
    - Artistas: Maria del Mar Bonet, Nino Bravo, Núria Feliu, Mike Kennedy, Mikaela, Los Mismos, Rosa Morena, Jaime Morey, Los Diablos, Dolores Vargas, Luciana Wolf y Antonio Machín.

- 1972: 
  - Especial Nochevieja
    - Presentación: Tony Leblanc
    - Artistas: Cassen, Los Diablos, Dova, Manolo Escobar, Karina, Mike Kennedy, Mari Trini, Peret, Franck Pourcel, Camilo Sesto, Juanito Valderrama y Nino Bravo.

- 1973: 
  - Especial Fin de Año[43]
    - Presentación: José María Íñigo y José Sacristán.
    - Artistas: Donna Hightower, Chicho Gordillo, Jairo, Karina, Emilio Laguna, Bruno Lomas, Micky y Nuestro Pequeño Mundo.

- 1974:
  - Señoras y señores... Feliz Año Nuevo[44]
    - Realización: Valerio Lazarov.
    - Música: Augusto Algueró.
    - Presentación: Victoria Vera, María José Cantudo, Ángela Carrasco y Sharine.
    - Artistas: Lola Flores, Tom Jones, Mari Carmen y sus muñecos, Tony Leblanc, Lina Morgan, Peret, Engelbert Humperdinck, Karina, Fernando Esteso, Sara Lezana, Mocedades, Dolores Vargas, Los Diablos, Andrés Pajares, Las Brujas, Barrabás, Luis Aguilé, Elsa Baeza, Bruno Lomas, Los Mismos, Micky, Rumba Tres, Arena caliente, Víctor y Diego, Fórmula V, Juanito Valderrama, Dolores Abril y Pepe da Rosa.

- 1975: 
  - Especial Nochevieja: Feliz Año Nuevo
    - Realización: Valerio Lazarov.
    - Presentación: Paca Gabaldón, Ágata Lys, Bárbara Rey y Didi Sherman.
    - Música: Adolfo Waitzman.
    - Artistas: Gaby, Fofó y Miliki, Mocedades, Peret, Mari Carmen y sus muñecos, Luis Aguilé, Antonio Ruiz Soler, Paca Gabaldón, Camilo Sesto, Ballet Zoom, Manolo Escobar, Juan Erasmo Mochi, Doctor Pop, Tip y Coll, Carmen Flores, Maruja Garrido, Dolores Vargas, Marujita Díaz, Lola Flores, Andrés Pajares, Miguel Ángel, Karina, Los Chichos, Ágata Lys, Georgie Dann, Pepe Domingo Castaño, Demis Roussos, Ángel de Andrés, Juan Bau, Didi Sherman, Elsa Baeza, Los Diablos, Noel Soto, Los Chorbos, María José Prendes, Waldo de los Ríos, Massiel, Juan Carlos Calderón, Johnny Mathis, Juan Pardo, Paco de Lucía, Bárbara Rey, Augusto Algueró, Micky, Paloma San Basilio, Fernando Esteso, Chacho, Acuario, Miguel Gallardo y Sergio y Estíbaliz.

- 1976: 
  - Especial Nochevieja
    - Realización: Valerio Lazarov.
    - Presentación: Antonio Garisa, Mary Santpere y Silvia Tortosa.
    - Artistas: Pablo Abraira, Xavier Cugat, Los Diablos, Manolo Escobar, Fernando Esteso, Manolo Gómez Bur, Julio Iglesias, Massiel, Juanjo Menéndez, Juanito Navarro, Andrés Pajares, Sara Montiel, Jesús Puente, Pepe da Rosa, Camilo Sesto, Didi Sherman, Los Chichos, Roberto Carlos, Lorenzo Santamaría y Acuario.

- 1977: 
  - Especial Nochevieja
    - Realización: Valerio Lazarov.
    - Música: Augusto Algueró.
    - Presentación: Teresa Rabal, Mónica Randall y Lola Martínez.
    - Artistas: Luis Aguilé, Los Amaya, Pepe da Rosa, Lolita, Jeanette, Lussón y Codeso, Micky, Lina Morgan, Juanito Navarro, Andrés Pajares, Peret, Basilio Fergus, Paloma San Basilio, Pablo Abraira, Mocedades y Encarnita Polo.

- 1978: 
  - Programa de Fin de Año[45]
    - Realización: Fernando García de la Vega y Enrique Martí Maqueda.
    - Presentación: Kiko Ledgard, Lauren Postigo, José Luis Uribarri, Guadalupe Enríquez, Silvia Tortosa, Eva Gloria, Isabel Borondo y José Luis Fradejas.
    - Artistas: Victoria Abril, Los Amaya, Bigote Arrocet, Baccara, Conchita Bautista, Manolo Codeso, Pepe da Rosa, Paco de Lucía, Marujita Díaz, Fernando Esteso, María Jiménez, Emilio José, Sara Lezana, Micky, Betty Missiego, Nati Mistral, Antoñita Moreno, José Luis Moreno, Andrés Pajares, Isabel Pantoja, Peret, Paquita Rico, Tequila, Paloma San Basilio, Lorenzo Santamaría, Raúl Sénder, Dolores Vargas, Sergio y Estíbaliz, Manolo Escobar y Raffaella Carrà.

- 1979: 
  - Especial Fin de Año
    - Realización: José María Morales.
    - Presentación: Andrés Pajares, Fernando Esteso, Pepe da Rosa y Manolo de Vega.
    - Artistas: María Jiménez, Tony Leblanc, Ágata Lys, Isabel Pantoja, Bárbara Rey y Paloma San Basilio, José Luis Perales, Umberto Tozzi, Camarón de la Isla, Karina, Georgie Dann, Pedrito Fernández y Botones.

## Década de 1980
- 1980:	
  - 31 de diciembre de 1980: Mañana será otra década (Alfredo Amestoy)
  - 1 de enero de 1981: Feliz 81[46]
    - Realización: Hugo Stuven.
    - Presentación: Mari Cruz Soriano.
    - Artistas: Miguel Bosé, Gilbert Bécaud, Burning, Dúo Dinámico, Dyango, Manolo Escobar, Eugenio, Bibiana Fernández, Joan Baptista Humet, María Jiménez, Rocío Jurado, Manzanita, Jaime Morey, Orquesta Mondragón, Peret, Miguel Ríos, Camilo Sesto, Umberto Tozzi, Viola Wills, Made in Spain, Ana Belén, José María Bacchelli, Gilbert O'Sullivan, Raffaella Carrà, Barón Rojo, Teresa Rabal, Pedrito Fernández, Tequila, Parchís, Radio Futura y ABBA.

- 1981:
  - Especial Nochevieja
    - Realización: Hugo Stuven.
    - Presentación: Tip y Coll.
    - Artistas: Antonio Flores, Tino Casal, Los Chichos, Mecano, Nacha Pop, Topolino Radio Orquesta, Zombies, Rizzo's, Dámaso Pérez Prado, Pancho y Javi, Los Secretos, Teresa Rabal y Coz.

- 1982:
  - Especial Nochevieja (Mari Cruz Soriano).
    - Realización: Gustavo Pérez Puig y Fernando García de la Vega.
    - Presentación: Andrés Pajares y Fernando Esteso.
    - Artistas: Boney M., Manolo Escobar, El Fary, Alfredo Kraus, La Pequeña Compañía, Tip y Coll, Georgie Dann, Video, Tito y Piraña y Teresa Rabal.

- 1983: 
  - ¡Viva 84![47]
    - Dirección: Fernando Navarrete.
    - Presentación: Ana Obregón y Martes y Trece.
    - Artistas: Azul y Negro, Los Chunguitos, Norma Duval, Francisco, Gonzalo, Rocío Jurado, Mecano, Olé Olé, Juan Pardo, Mari Carmen y sus muñecos, Agustín Pantoja, Rita Pavone, Daniela Romo, Camilo Sesto, Video, Johnny Thunders, Righeira, Pimpinela, Glutamato Ye-Yé, Miguel Bosé, Tigres y Leño.

- 1984: 
  - ¡Viva 85![48]
    - Dirección: Fernando Navarrete.
    - Presentación: Concha Velasco y Victoria Vera.
    - Artistas: Alaska y Dinarama, Tino Casal, José Carreras, Rocío Dúrcal, El Fary, Mari Trini, Juan Pardo, José Luis Perales, Francisco, Miguel Bosé, Eugenio, Lussón y Codeso, Josele, Martes y Trece, José Luis Moreno, Mari Carmen y sus muñecos, Los Morancos, Javier Gurruchaga, Hombres G, Radio Futura, Gary Low, Raffaella Carrà y Julio Iglesias.

- 1985: 
  - ¡Viva 86![49]
    - Dirección: Fernando Navarrete.
    - Presentación: Concha Velasco.
    - Artistas: Eloy Arenas, Juan Bau, Bravo, Los Chichos, Los Chunguitos, Norma Duval, Manolo Escobar, El Fary, Lolita, Miguel Gallardo, Miguel Gila, Hombres G, Lucía, Mari Carmen y sus muñecos, Los Morancos, José Luis Moreno, Martes y Trece, Nacha Pop, Carmen Russo, Sylvia Pantoja, Sergio y Estíbaliz, Isabel Pantoja y Iván.

- 1986:
  - ¡Viva 87![50]
    - Dirección: Fernando Navarrete.
    - Presentación: Concha Velasco.
    - Artistas: José Luis Perales, Tip y Coll, Manolo Vieira, Olé Olé, Bigote Arrocet, Dúo Dinámico, Félix el Gato, Lola Flores, Sacha Distel, Josele, Sergio y Estíbaliz, Paco Valladares, Iñaki Uranga, Gazebo, Sylvia Pantoja, Gonzalo, Mariano 1'85, Manolo de Vega, María José Santiago, Felipe Campuzano, Los Rocieros, Nano de Jerez, Los Romeros de la Puebla, Cantores de Híspalis, Julio Carabias, Pino D'Angiò, Montty, Bibiana Fernández, Manuel Bandera, Francisco, Martes y Trece, Mayra Gómez Kemp, Mecano, Nina Hagen, Raúl Sénder, Junco, Alaska y El Último de la Fila.

- 1987:
  - Súper 88[51]
    - Dirección: Pilar Miró.
    - Realización: Hugo Stuven.
    - Presentación: Arturo Fernández y Carmen Maura.
    - Artistas: Luis Eduardo Aute, Miguel Bosé, Cantores de Híspalis, Camarón de la Isla, Chiquetete, Luis Cobos, La Década Prodigiosa, Duncan Dhu, Dúo Dinámico, Gabinete Caligari, Astrud Gilberto, Hombres G, Rocío Jurado, Patsy Kensit, Vicky Larraz, Martes y Trece, Ángela Molina, Francesco Napoli, Brigitte Nielsen, Olé Olé, José Luis Perales, Radio Futura, Eros Ramazzotti, Joaquín Sabina, Sabrina Salerno, Donna Summer, Dionne Warwick, Combo Belga, Pet Shop Boys, Nina Hagen y Transvision Vamp.

- 1988:	
  - 31 de diciembre de 1988: La última cena del 88.[52][53] Dirección: Javier Gurruchaga. Elenco actoral: Javier Gurruchaga, Lola Gaos, Tony Pearson (culturista), Esteve Coll y Popocho Ayestarán (de Orquesta Mondragón), Julieta Serrano, Antonio de Senillosa, Ana Obregón, Santiago Ramos, Marisa Paredes, Félix Rotaeta, Mimí Pompón, Willy Montesinos, Chus Lampreave, Juana Andueza, Narciso Ibáñez Menta, Iñaki Izaguirre (chef de cocina), Juan Cruz Unzurrunzaga (como cocinero), Sara Montiel, Albert Boadella, Joaquín Sabina, Berta Ojea y Carmen Hermo (como Pilar Miró). Artista invitado: Elton John, interpretando «I'm Still Standing» y «A Word in Spanish». Orquesta Mondragón interpreta, además, «Tic, tac (Mi viejo despertador)», un adelanto de su álbum Una sonrisa, por favor (1989).
  - 1 de enero de 1989: ¡Hola, hola! 89. Dirección: Hugo Stuven. Presentación e interpretaciones humorísticas: Martes y Trece. Actuaciones musicales: Mecano («Un año más»), Gipsy Kings («Bamboleo»), Bananarama («I Want You Back»), Loquillo y los Trogloditas («Besos robados»), Mory Kanté («Yé ké yé ké»), Los Ronaldos («Adiós papá»), Samantha Fox («Love House»), Duran Duran («All She Wants Is»), María del Monte («Cántame»), Pet Shop Boys («Domino Dancing»), Olé Olé («Cuatro hombres para Eva»), C.C. Catch («Backseat of Your Cadillac»), Azúcar Moreno («Debajo del olivo (Mix in Spain)»), La Década Prodigiosa («Vas a enloquecer: Maquillaje/Fiesta de los maniquíes/Maquillaje/Pánico en el Edén/Bienvenidos/Caperucita feroz/Horror en el hipermercado/Bon voyage/Bienvenidos/Bon voyage/Maquillaje/Bon voyage/Bienvenidos/Bon voyage/Bienvenidos»), Vaitiaré («If You're Bad»), El Combo Belga («El regalito») y Cantores de Híspalis («Tócala, tócala»).

- 1989:	
  - 31 de diciembre de 1989: A por uvas (Martes y Trece)[54]
  - 1 de enero de 1990: 1990.[55] Dirección, presentación e interpretaciones humorísticas: La Trinca. Actuaciones musicales: Plácido Domingo («El grito de América», «Libiamo ne' lieti calici»), Bon Jovi («Lay Your Hands on Me», «Bad Medicine»), Celia Cruz («Bemba colorá»), Loquillo y los Trogloditas («El ritmo del garage»), Kaoma («Dançando lambada»), Spandau Ballet («Be Free with Your Love»), María del Monte («Besaba la luna»), Los Rebeldes («Hacerte el amor»), Ana Belén («Lía»), Ángela Cavagna («Cuándo, cuándo, cuándo»), UB40 («The Way You Do the Things You Do»), Joan Manuel Serrat («Si no fos per tu»), La Guardia («Mil calles llevan hacia ti»), Ofra Haza («Wish Me Luck»), La Trinca («Hoy lo haremos toda la noche (Ho farem tota la nit)»), La Unión («Maracaibo»), María Dolores Pradera con María del Mar Bonet («Coloma blanca (La paloma blanca)»), Melissa Etheridge («No Souvenirs») y Roxette («The Look»), además de Joe Cocker, Cyndi Lauper, Gabinete Caligari y Los Ronaldos. Actores: Àngels Aymart, Anna Azcona, Enric Casamitjana, Laura Conejero, Carmen Conesa, Àngels Gonyalons, Montse Guallar, Alicia Orozco y Ramón Teixidor. Apariciones estelares: Julia Otero, Ricardo Fernández Deu y Javier Nart, Joaquín Prat, Constantino Romero y Charo Pascual.

## Década de 1990
- 1990:	
  - 31 de diciembre de 1990: ¡Venga el 91!, en el que se incluían las campanadas de Fin de Año en directo (Martes y Trece)[56][57]
  - 1 de enero de 1991: (I) Los Muñegotes en Uno menos p'al 92. Con intervenciones de Guillermo Montesinos, Antonio Resines, Agustín González, Andrés Pajares, Leticia Sabater, Ana Obregón, Joaquín Prat (voz), Gabino Diego, Emma Suárez, Mónica Molina, Popocho, Marta Sánchez, Maribel Verdú, Perico Delgado, Miguel Bosé, Florinda Chico y Antonio Ozores. Actuaciones musicales de Olé Olé («Soldados del amor»), Miguel Bosé («Los chicos no lloran») y Azúcar Moreno («Oye cómo va/Guajira (Puerto Rico Mix)»), además de la Orquesta Eduardo Medina interpretando El Danubio azul y el Ballet Bob Niko danzando al son de una versión orquestal de «Reach Out I'll Be There». (II) El último tranvía: revista musical con Lina Morgan.

- 1991:	
  - 31 de diciembre de 1991: El 92 cava con todo (Martes y Trece)
  - 1 de enero de 1992: (I) El primero del año: desde Sevilla, las actuaciones del grupo Mecano («Una rosa es una rosa», «Naturaleza muerta», «Dalai Lama»), el ballet español de Goyo Montero y Montserrat Caballé. (II) Lina Morgan en Fin de Año con Lina. Artistas invitados: The New York Band («Dancing Mood», «Nadie como tú», «Chin pun... Calla'o»), el cuadro flamenco Torres Bermejas, Los del Río («Sevilla tiene un color especial»), The Pasadena Roof Orchestra («Zing! Went the Strings of My Heart», «The Continental», «Breakaway», «Just One More Chance») y Rocío Jurado («Sevilla», «Viva el pasodoble»). Actores: Alfonso del Real, Marisol Ayuso, María Teresa Cortés y Agustín González. Aparición estelar: Alain Delon. Número musical final: «Lina de Madrid», de la revista musical Celeste... no es un color. (III) Por fin 92. Presentación: Ricardo Fernández Deu e Inés Sastre. Actuaciones musicales: Los Manolos («Carta de amor»), José Luis Perales («América»), Loquillo y los Trogloditas («Simpatía por los Stones»), Nana Mouskouri («Siboney»), Miguel Bosé («Sevilla», «Si te cuentan que caí»), Duncan Dhu («La casa azul»), Enrique del Pozo («Cuéntame»), Martirio («Te lo juro yo»), Zucchero («Senza una donna (Without a Woman)»), Gipsy Kings («Sin ella»), Ana Belén («El fantasma del estudio 1», «Margaritas a los cerdos»), Los Rebeldes, OMD, Tennessee, Gabinete Caligari, Joe Cocker («Night Calls»), Luz Casal («Un pedazo de cielo»), Alejandro Sanz, Presuntos Implicados («Cómo hemos cambiado») y Joel («Bésame»), además del Ballet Horóscopo, Diabéticas Aceleradas (con una parodia de una escena de Tacones lejanos al son de «Un año de amor») y los humoristas Las Veneno, Las Hurtado, Paco Aguilar y Antonio Ozores.

- 1992:	
  - 31 de diciembre de 1992: 
    - Martes y Trece en directo (Martes y Trece)

  - 1 de enero de 1993: 
    - Y ahora qué[58]
    - Presentación: Sergio Dalma, María Vidal y Arancha de Benito.
    - Artistas: Caco Senante, El Fary, Francisco, Julio Iglesias, Luis Eduardo Aute, Manolo Tena, Rocío Dúrcal, Rosario Flores, Amistades Peligrosas, Azúcar Moreno, Los Chunguitos, Los Diablos, Hombres G, Ketama, Los Manolos, Olé Olé, Tam Tam Go!, Tennessee, Los Toreros Muertos, Zapato Veloz, Wilson Philips, Josele, Marianico El Corto, Los Morancos, Raúl Sénder, Kiko Veneno, La Frontera y Alejandro Sanz.

- 1993:[59]
  - 31 de diciembre de 1993:
    - Hasta aquí hemos llegado (Los Morancos)

  - 1 de enero de 1994: 
    - Este año, Cruz y Raya... ¡seguro!
4.598.000 (37,0%)
    - Presentación: Cruz y Raya y Rocío Carrasco.
    - Producción: Prodher TV.
    - Artistas: Azuquita, Celia Cruz, Kiki Dee, Norma Duval, Elton John, Rocío Jurado, Juan Pardo, Ketama, Tito Puente, El Último de la Fila, Carlos Vives, Seguridad Social, Manolo Tena y Joaquín Sabina.

- 1994:	
  - 31 de diciembre de 1994: 
    - ¡Fíjate! (Martes y Trece)

  - 1 de enero de 1995:
  - Especial Nochevieja: Doce a las doce
4.770.000 (43,0%)[60]
    - Presentación: Ramón García y Ana Obregón.
    - Artistas: Azúcar Moreno, Mariah Carey, Celia Cruz, Antonio Flores, Rosario Flores, Juan Luis Guerra, Gary Moore, Nana Mouskouri, José Luis Perales, Marta Sánchez, Héroes del Silencio, Oasis, Sandro Giacobbe y Georgie Dann.

- 1995:	
  - 31 de diciembre de 1995: 
    - A Belén pastores (Martes y Trece)

  - 1 de enero de 1996:
  - La primera del año
5.554.000 (48,6%)
    - Presentación: Ramón García y Ana Obregón.
    - Artistas: Azúcar Moreno, Miguel Bosé, Celtas Cortos, Celia Cruz, Cruz y Raya, Sergio Dalma, Gloria Estefan, Rosario Flores, Francisco, Greta y los Garbo, Julio Iglesias, Rocío Jurado, Ketama, Lucrecia, Los Rodríguez, Manolo Tena, El Último de la Fila, Manolo de Vega, Niña Pastori, El Combo de Puerto Rico, Martes y Trece, Orquesta Alcatraz, Los Morancos, Laura Pausini, Presuntos Implicados y Enrique Iglesias.

- 1996:	
  - 31 de diciembre de 1996: 
    - Emisión imposible (Martes y Trece)

  - Empieza con La Primera
6.186.000 (50,6%)[61]
    - Dirección: José María Fraguas.
    - Presentación: Norma Duval y Bermúdez.
    - Artistas: Amistades Peligrosas, Congo Belga, Antonio Canales, Celtas Cortos, Cruz y Raya, Celia Cruz, Sergio Dalma, Danza Invisible, La Década Prodigiosa, Ella Baila Sola, El Fary, Rosario Flores, Paco Gandía, Hijas del Sol, Enrique Iglesias, Julio Iglesias, Rocío Jurado, Los del Río, Vanessa Mae, Ricky Martin, María del Monte, Juan Pardo, Niña Pastori, Laura Pausini, Revólver, Miguel Ríos, Rosana, Joaquín Sabina, Caco Senante, La Unión, Camela, A las 10 en casa y Azúcar Moreno.

  - 1 de enero de 1997: 
    - Dos morancos para hoy (Los Morancos)
(7.101.000)

- 1997:	
  - 31 de diciembre de 1997: 
    - Adós (Martes y Trece)

  - 1 de enero de 1998:
  - Seguimos siendo La Primera[62]
    - Dirección: José Luis Moreno.
    - Producción: Miramón Mendi.
    - Presentación: Ramón García, Ana Obregón, Norma Duval y Pedro Rollán.
    - Artistas: Luis Aguilé, Al Bano, Amistades Peligrosas, Michael Bolton, Miguel Bosé, Felipe Campuzano, Antonio Canales, Nacho Cano, Mariah Carey, Mari Carmen y sus muñecos, Los Chunguitos, Céline Dion, Jarabe de Palo, Gloria Estefan, Lolita Flores, Francisco, Ángel Garó, Miguel Gila, Golden Apple Quartet, Greta y los Garbo, Mikel Herzog, Enrique Iglesias, Julio Iglesias, Rocío Jurado, Ketama , María del Monte, Mónica Naranjo, Nek, Emanuel Ortega, Isabel Pantoja, Romina Power, Presuntos Implicados, Raphael, Raya Real, Paloma San Basilio, María José Santiago, Alejandro Sanz, Rafael Serna, Marta Sánchez, Ana Torroja, La Unión yRemedios Amaya.

- 1998:	
  - 31 de diciembre de 1998: 
    - Aligera y pon ya La Primera (Los Morancos)

  - 1 de enero de 1999:
  - Feliz 99
5.307.000 (43,2%)
    - Dirección: José Luis Moreno.
    - Producción: Miramón Mendi.
    - Presentación: Ramón García, Norma Duval, Nuria Roca y Andoni Ferreño.
    - Artistas: Sara Baras, Miguel Bosé, Eloy Arenas, Antonio Canales, Mari Carmen y sus muñecos, Celia Cruz, Sergio Dalma, Manolo Escobar, Enrique Iglesias, Julio Iglesias, Malú, Ricky Martin, Mónica Naranjo, Navajita Plateá, Isabel Pantoja, Laura Pausini, Los del Río, Miguel Ríos, Azúcar Moreno, Marta Sánchez, David Bowie, Texas, Miliki, Gabino Diego, Undershakers, OBK, Jarabe de Palo, Nek, Pancho Céspedes y Shakira.

- 1999:	
  - 31 de diciembre de 1999: 
    - En efecto 2000 (Cruz y Raya)
    - Producción: Prodher TV

  - 1 de enero de 2000:
  - Con La Primera al 2000
5.469.000 (45,1%)[63]
    - Dirección: José Luis Moreno.
    - Producción: Miramón Mendi.
    - Presentación: Ramón García, Nuria Roca, Andoni Ferreño y Mabel Lozano.
    - Artistas: Ana Belén, La Oreja de Van Gogh, Miguel Bosé, Tam Tam Go!, Antonio Canales, Carlos Cano, Ketama, Phil Collins, Celia Cruz, Sergio Dalma, María del Monte, Ecos del Rocío, Plácido Domingo, Rocío Dúrcal, Manolo Escobar, Donato y Estéfano, Rosario Flores, Ana Gabriel, Gipsy Kings, Juan Luis Guerra, Geri Halliwell, Enrique Iglesias, Jennifer Lopez, Maná, Ricky Martin, Christian Meier, José Mercé, Amaia Montero, Navajita Plateá, Alejandro Navamuel, Isabel Pantoja, Juan Pardo, Rebeca, Los Romeros de la Puebla, Sabrina Salerno, Paloma San Basilio, Xabier San Martín, Vonda Shepard, Pastora Soler, Tamara, Carlos Vives, Chayanne, Luis Miguel, Hombres G y Joaquín Sabina.

## Década de 2000
- 2000:	
  - 31 de diciembre de 2000: 
    - 2001, aunque sea en el espacio  (Cruz y Raya)
    - Producción: Prodher TV.

  - 1 de enero de 2001:
  - Con La Primera al 2001[64]
5.776.000 (47,4%)
    - Dirección: José Luis Moreno.
    - Producción: Miramón Mendi.
    - Presentación: Ramón García, Andoni Ferreño, Mabel Lozano y Juncal Rivero.
    - Artistas: King África, Académica Palanca, Alazán, Azúcar Moreno, Carlos Baute, Jaimito Borromeo, Miguel Bosé, Camela, Los Chunguitos, El Consorcio, Dúo Dinámico, Manolo Escobar, Francisco, Paco Gandía, Miguel Gila, Julio Iglesias, José Mercé, Estopa, María del Monte, Mónica Naranjo, Navajita Plateá, La Oreja de Van Gogh, Bertín Osborne, Isabel Pantoja, Juan Pardo, José Luis Perales, Los del Río, Siempre así, Marta Sánchez, Tamara, Carlos Vargas, Orquesta Mondragón, El Fary, Juan Luis Guerra, Sabrina, Café Quijano, Alejandro Sanz, Gloria Estefan, Paulina Rubio, Raúl, Thalía y Seguridad Social.

- 2001:	
  - 31 de diciembre de 2001: 
    - La verbena de la peseta (Cruz y Raya)
    - Producción: Prodher TV y Smile Producciones.

  - 1 de enero de 2002: 
    - Con La Primera al 2002[65]
5.572.000 (47,8%)
    - Dirección: José Luis Moreno.
    - Producción: Miramón Mendi.
    - Presentación: Ramón García, Mabel Lozano, Juncal Rivero y Juan y Medio.
    - Artistas: Académica Palanca, Azúcar Moreno, Ana Belén, Miguel Bosé, Café Quijano, Dúo Dinámico, Rosario Flores, Mónica Naranjo, Malú, Rosana, Víctor Manuel, Marta Sánchez, Juan Pardo, Los del Río, Carlos Vargas, Raya Real, Bertín Osborne, Carlos Baute, Los Chunguitos, Lolita Flores, Los Caños, Golden Apple Quartet, Tamara, Papá Levante, El Arrebato, Francisco, Dyango, Camela, Atomic Kiten, Alazán, La Oreja de Van Gogh, Los Chichos, Sonia y Selena, Kate Ryan, Juanes, Lucrecia, Joaquín Sabina, Alejandro Sanz, Enrique Iglesias, Shakira, David Civera, Estopa y Coyote Dax.

- 2002:	
  - 31 de diciembre de 2002:
    - Al 2003... si hay que ir se va (Cruz y Raya)
    - Producción: Smile Producciones.

  - 1 de enero de 2003:
    - Con La Primera al 2003
4.979.000 (44,6%)
    - Dirección: José Luis Moreno.
    - Producción: Miramón Mendi.
    - Presentación: Ramón García, Mabel Lozano, Juan y Medio y María José Suárez.
    - Artistas: Azúcar Moreno, David Bisbal, Miguel Bosé, David Bustamante, Montserrat Caballé, Juan Camus, Javi Cantero, Chenoa, David Civera, Estopa, Fórmula Abierta, Gisela, María Jiménez, Rocío Jurado, Los del Río, Marcos Llunas, Patricia Manterola, Melody, Miami Sound Machine, Natalia, Juan Pardo, Niña Pastori, Rosana, Paulina Rubio, Marta Sánchez, Manu Tenorio, Álex Ubago, Dúo Dinámico, Los Chunguitos, Lucrecia, Paloma San Basilio, Tom Jones, Avril Lavigne, Lolita, Diego Torres, Marc Anthony, Camilo Sesto, Shakira, Chayanne, Nuria Fergó, Merche, Tess, Pastora Soler, Manolo Royo y Loona.

- 2003:	
  - 31 de diciembre de 2003: 
    - Regreso al 2004. El día del fin del año (Cruz y Raya)
    - Producción: Smile Producciones.

  - 1 de enero de 2004: 
    - Con La Primera al 2004[66]
4.724.000 (46,5%)
    - Dirección: José Luis Moreno.
    - Producción: Miramón Mendi.
    - Presentación: María José Suárez, Bertín Osborne, Mar Saura y Àlex Casademunt.
    - Artistas: Ana Belén, El Consorcio, Chayanne, Chenoa, Nuria Fergó, Rosario Flores, Hugo Salazar, Julio Iglesias, El Canto del Loco, Mónica Molina, Miguel Nández, Antonio Orozco, Isabel Pantoja, Juan Pardo, Natalia Rodríguez, Rosa López, Tamara, Café Quijano, Los del Río, Azúcar Moreno, David Civera, La Oreja de Van Gogh, Andy y Lucas, Keane, Carlinhos Brown, María Isabel, Pastis y Buenri, The Killers, Gloria Estefan, Enrique Iglesias, David Bustamante, Manuel Carrasco, Paulina Rubio, Estopa, Sergio Dalma, Nek, Belinda, Bebe, Carlos Baute y Diego Torres.

- 2004:
  - Érase una vez... 2004  (Cruz y Raya) 
    - Producción: Smile Producciones.

  - Con La Primera al 2005
2.822.000 (43,9%) 
    - Dirección: José Luis Moreno.
    - Producción: Miramón Mendi.
    - Presentación: María José Suárez, Bertín Osborne, Mar Saura y Àlex Casademunt.
    - Artistas: Fangoria, Ainhoa Arteta, David Bisbal, Miguel Bosé, Chiquito de la Calzada, Manuel Carrasco, Luz Casal, Sergio Dalma, David DeMaría, Ángel Garó, Isabel Pantoja, Estopa, Natalia Rodríguez, Rosa López, Ramón del Castillo, Azúcar Moreno, Marta Sánchez, Tamara, Álex Ubago, Gisela, Bertín Osborne, Carlos Baute, María Isabel, Camela, El Arrebato, Siempre así, Carlos Vargas, Andy y Lucas, María del Monte, Cómicos de Guardia, Niña Pastori, Señor Corrales, Amaral, El Canto del Loco y Merche.

- 2005:	
  - 2005... Repaso al futuro (Cruz y Raya)
    - Producción: Smile Producciones.

  - Con La Primera al 2006
3.325.000 (30,4%) 
    - Dirección: José Esteban Pérez.
    - Producción: Producciones Cibeles.
    - Presentación: Ivonne Reyes, Bertín Osborne, Mar Saura y Jorge Fernández.
    - Artistas: Amaral, Carlos Baute, David Bustamante, Cristian Castro, David Civera, Coti, Sergio Dalma, María del Monte, Manolo Escobar, Lolita, Francisco, Pimpinela, Los Pecos, Hugo Salazar, María Jiménez, Rocío Jurado, Merche, José Mercé, Rosario Mohedano, Antonio Orozco, Paz Padilla, Eros Ramazzotti, Raúl Fuentes, Sergio Rivero, Santi Rodríguez, Orishas, Rosa López, Pastora Soler, Los marismeños, Manu Sánchez, Mojinos Escozíos, Efecto Mariposa, Danza Invisible, Víctor Manuel, David Bisbal, Deluxe y El Arrebato.

- 2006:	
  - 2006... Perdiendo el juicio: Operación Maletín (Cruz y Raya)
    - Producción: Smile Producciones.

  - Con La Primera al 2007
2.560.000 (42,4%) 
    - Presentación: Bertín Osborne, Mar Saura y Carlos Baute.
    - Producción: Producciones Cibeles.
    - Artistas: Amaral, Fangoria, El Arrebato, David Bisbal, David Bustamante, Il Divo, Camela, Los Morancos, Cómplices, Ketama, Manuel Carrasco, Chenoa, Edurne, David Civera, Nena Daconte, Lolita Flores, Luis Fonsi, Julio Iglesias, María Isabel, María Jiménez, El Koala, Ricky Martin, Melendi, Merche, Rosario Mohedano, Estopa, Danza Invisible, Antonio Orozco, Laura Pausini, Sergio Rivero, Paulina Rubio, Soraya Arnelas, Rosa López, Álex Ubago, Pasión Vega, Macaco, Haze, La Húngara, Dover, Las Seventies, Shaila Dúrcal, Miguel Bosé, Andy y Lucas, Manolo Escobar, Javi Cantero, Conchita, Banghra, Kiko & Shara, Nek, El sueño de Morfeo, Diana Navarro y Malú.

- 2007:	
  - Ciudadano Kien (José Mota)
[67]
    - Producción: IZEN Producciones.
    - Dirección: José Mota.
    - Invitados: Lorenzo Milá, Ernesto Sevilla, Luis Piedrahíta, Josema Yuste, Santiago Segura, Santiago Urrialde, Pablo Motos, Pedro Erquicia y María Escario.

  - ¡Feliz 2008!
2.395.000 (36,2%) 
    - Presentación: Antonio Garrido, Eva González, Ainhoa Arbizu e Iker Lastra.
    - Dirección: Manel Iglesias.
    - Artistas: Efecto Mariposa, Andy y Lucas, Dover, D'Nash, David Bisbal, Miguel Bosé, David Bustamante, Chiquito de la Calzada, Antonio Carmona, Manuel Carrasco, Chenoa, David Civera, David DeMaría, El sueño de Morfeo, La Quinta Estación, Jarabe de Palo, Shaila Dúrcal, Nuria Fergó, Hombres G, Juanes, Malú, Isabel Pantoja, Laura Pausini, Pastora Soler, Soraya Arnelas, Marta Sánchez, Tamara, Alexis Valdés, Los Vivancos, Chambao, Nek, Camela, Mojinos Escozíos, Pitingo, La Terremoto de Alcorcón y Sidonie.

- 2008:	
  - Es bello vivir (José Mota)
    - Producción: Producciones Nueva Línea.
    - Dirección: José Mota.
    - Invitados: Santiago Segura, José Luis García Pérez, Jorge Roelas, Flipy, Óscar Higares, Jesús Guzmán, Beatriz Rico y Agustín Jiménez.

  - ¡Feliz 2009!
2.434.000 (36,6%)
    - Presentación: Carlos Sobera y Lolita Flores.
    - Artistas: Melody, Ainhoa Arteta, Los Chichos, Bertín Osborne, Sergio Contreras, Las Supremas de Móstoles, Antonio Romero, Iguana Tango, Belén Arjona, Pablo Perea, Decai, Innocence, Pastora Soler, Chipper, Son de Sol, Sergio Dalma, Son Tabú, Javier Estrada, Banghra, Gala Évora, David Bustamante, La Sonrisa de Julia, Beatriz Luengo, OBK, Vila, David Ascanio y Greta.

- 2009:
  - 2010: con el vértigo en los talones (José Mota)
  - Producción: Producciones Nueva Línea. 
    - Dirección: José Mota y Rodrigo Sopeña.

  - Invitados: Agustín Jiménez, Luis Piedrahíta, Edurne, Luis Larrodera, El Langui, Javier Cantero, Carolina Casado, Nuria Fergó, Mariano Alameda, Leandro Rivera, Dani Huarte, Richi Castellanos, Aitor Luna y Edu Soto.
  - ¡Feliz 2010![68]
3.181.000 (39,2%) 
    - Presentación: Imanol Arias y Ana Duato.
    - Dirección: Antonio Boneu.
    - Producción: Ganga Producciones.
    - Con la intervención de los actores: Imanol Arias, Ana Duato, Ricardo Gómez, Pablo Rivero, María Galiana, Juan Echanove, Ana Arias, Roberto Cairo, Alicia Hermida, Lluvia Rojo y Elena Rivera.
    - Artistas invitados: Alejandro Sanz y Rosario Flores.
    - Sinopsis: La gala viajó para recordar las mejores actuaciones musicales, las escenas más divertidas o las tomas falsas de Nocheviejas pasadas más divertidas, tomas falsas nunca vistas. También se incluyen las anécdotas más divertidas de las campanadas de años anteriores para que los telespectadores sean testigos de los instantes más divertidos, conmovedores y emocionantes que han vivido los diferentes presentadores de las pasadas Nocheviejas de Televisión Española.
    - La mejor música pop nacional: Amaral, Mónica Naranjo, David Bisbal, La Quinta Estación, Nena Daconte, Estopa, Lolita Flores, Rosario Flores, Ketama, Joaquín Sabina, Paloma San Basilio, Joan Manuel Serrat, Celtas Cortos, Los Secretos, Alaska, Miguel Bosé, Presuntos Implicados, Loquillo, Jarabe de Palo, Los Rodríguez, Luz Casal, Hombres G, Mecano, Paulina Rubio, Duncan Dhu, Gabinete Caligari, Ricky Martin, David Bustamante, Enrique Iglesias, Chenoa, Marta Sánchez, El Canto del Loco, Malú, Melody, María Isabel, Juanes...
    - Las estrellas internacionales más destacadas: Roxette, Céline Dion, Mariah Carey, Take That, Bon Jovi, ABBA, Pet Shop Boys, Donna Summer, Gloria Estefan, Juan Luis Guerra, El Puma, Celia Cruz, Carlos Vives, Maná...
    - La canción española más representativa: Rocío Jurado, Isabel Pantoja, José Mercé, Papá Levante, El Fary, Manolo Escobar, Martirio, Cantores de Híspalis, Peret, Azúcar Moreno, Camarón de la Isla, Gipsy Kings, Los Chunguitos, Tomasito, Antonio Flores, Paco de Lucía, Bambino, Remedios Amaya, María Jiménez, Carlos Cano, Niña Pastori, Los del Río, Los Chichos, María del Monte...
    - Los clásicos de siempre: José Luis Perales, Elsa Baeza, Karina, Concha Velasco, Jeanette, Los Pekenikes, Baccara, Mocedades, Los Diablos, Juan Pardo...
    - Los dúos musicales más tiernos: Ana Belén y Víctor Manuel, Juanito Valderrama y Dolores Abril, Eros Ramazzotti y Patsy Kensit, Nek y El sueño de Morfeo, Francisco y Rocío Jurado, Sergio y Estíbaliz, Pimpinela, Los Pecos...
    - Los momentos humorísticos que más sonrisas han provocado: Martes y Trece, Miguel Gila, Tip y Coll, Los Morancos, Antonio Ozores, Tricicle, Cassen, La Trinca...
    - Las actuaciones más sorprendentes: El Koala, Mojinos Escozíos, Glutamato Yeyé, King África...
    - La publicidad que nos deja con protagonistas de primera: Paco Rabal, Carmen Sevilla, Jane Fonda, Rafaela Aparicio, Joaquín Prat, Concha Velasco...
    - Las versiones musicales más extraordinarias: Jesús Hermida, Carmen Sevilla, Bertín Osborne, Raphael...
    - Los primeros pasos de estrellas de hoy: Tequila, Víctor Manuel, María Isabel...
    - Las felicitaciones de año nuevo más recordadas: Bertín Osborne, Tom Jones, Juan y Medio, Lina Morgan, Julia Otero, Concha Velasco...
    - Anécdotas más divertidas: Martes y Trece, Carlos Sobera, Carmen Maura, Ramón García, Ana Obregón, Anne Igartiburu, Carmen Sevilla, Paloma Lago, Constantino Romero, Cruz y Raya...

## Década de 2010
- 2010:	
  - 2011: ¡¿estamos contentos?! (José Mota)
[69]
    - Dirección: José Mota y Rodrigo Sopeña.
    - Producción: Producciones Nueva Línea.
    - Invitados: Santiago Segura, Fernando Romay, Pablo Motos, Luis Piedrahíta, Jandro López, Juan Ibáñez Pérez, Damián Mollá, Marron, Juanma Ortega, Pepe Domingo Castaño, Juanma Castaño, José Antonio Martín Petón, Raúl del Pozo, Pilar García Muñiz, Concha García Campoy, Lluvia Rojo, Santiago Urrialde, Almudena Cid, Alfonso Pérez, Julio Llorente, Roberto Fresnedoso, Iván Pérez, Gema Hassen-Bey, Óscar Pereiro, Juani Mieres y Edurne.

  - Feliz 2011
2.088.000 (33,6%)
    - Dirección:
    - Producción: José María Payueta.
    - Presentación: Anne Igartiburu.
    - Artistas: Raúl, Fondo Flamenco, Abraham Mateo, David DeMaría, Marta Sánchez, Tamara, Sergio Dalma, El sueño de Morfeo, David Ascanio, Alejandro Fernández, Merche, David Civera, Miguel Bosé, Belén Arjona, Luis Fonsi, Efecto Mariposa, Natalia Rodríguez, Hugo Salazar, David Bisbal, Iguana Tango, Pastora Soler, Guaraná, Antonio José, Gisela, La Sonrisa de Julia, Álex Ubago, Manuel Carrasco, Miranda Warning, Rosa López, David Bustamante, Nuria Fergó y Santa Fe.

- 2011:	
  - Seven: los siete pecados capitales de provincia (José Mota)[70]
    - Dirección: José Mota y Rodrigo Sopeña.
    - Producción: Producciones Nueva Línea.
    - Invitados: Juan Ramón Lucas, Carlos Sobera, Carlos Baute, Álex de la Iglesia, Javier Gutiérrez, Santiago Segura, Angy Fernández, David Summers, Pepe Domingo Castaño, Paco García Caridad, José Antonio Martín Petón, Irene Villa, Raúl del Pozo, Irene Junquera, Pedro Ruiz, Manu Vaquero, Pepe Oneto, Lorenzo Félix Díaz, Sandra Ibarra, Eva Armenteros y Mónica Carrillo.

  - ¡Feliz 2012!
2.031.000 (30,8%)
    - Dirección: Ana Mazuecos.
    - Presentación: Anne Igartiburu.
    - Artistas: Fangoria, Pablo Alborán, Rosana, Dúo Dinámico, Carlos Baute, David Bisbal, Miguel Bosé, David Bustamante, María del Monte, Il Divo, Estopa, Hombres G, Amaia Montero, Maldita Nerea, Laura Pausini, Pitingo, Pastora Soler, Marta Sánchez, Ana Torroja, Pasión Vega y The Wanted.

- 2012: 
  - Hotel 13 estrellas, 12 uvas (Josema Yuste y Minoría absoluta)[71]
    - Producción: Minoría absoluta.
    - Invitados: Santiago Segura, Carlos Latre, Joaquín Cortés y Martina Klein.

  - ¡Feliz 2013! Momentos mágicos
2.324.000 (35,6%)
    - Dirección: Marisa Paniagua.
    - Producción: La Cometa TV.
    - Presentación: Juan y Medio y Eva González.
    - Artistas: Pablo Alborán, Pastora Soler, Sergio Dalma, Diana Navarro, David Bustamante, Manuel Carrasco, La Oreja de Van Gogh, Nancys Rubias, Dover, Café Quijano, Auryn, India Martínez, Rosa López, Rosana, Melendi, Bertín Osborne, Los del Río, Merche, El Arrebato, Álex Ubago, Juan Magán, Sole Giménez, Loreen, Pepe Viyuela, Manolo Royo, Álex O'Dogherty, Joaquín Reyes y Mocedades.

- 2013: 
  - La puerta del tiempo (Los Morancos)[72]
    - Producción: IZEN Producciones.
    - Invitados: Dani Mateo, Mariló Montero, Eva González, Sergio Ramos, Francisco Rivera Ordóñez, Ken Appledorn y Rosario Flores.

  -  ¡Feliz 2014![73]
1.796.000 (27,4%)
    - Dirección: Luis Miguel González Cruz.
    - Presentación: Juan y Medio y Eva González.
    - Artistas: Dani Martín, Auryn, Laura Pausini, Ricky Martin, Alejandro Fernández, Pastora Soler, Marta Sánchez, Fangoria, Rosario Flores, Sergio Dalma, Carlos Baute, Luz Casal, Mayumaná, Nancys Rubias, Bertín Osborne, Antonio Orozco, Rosa López, Rosana, Henry Méndez, Francisco, Melendi, Manuel Carrasco, Los del Río, Mojinos Escozíos, Efecto Pasillo, Abraham Mateo, Raya Real, Yolanda Ramos, Meritxell Huertas, Mónica Pérez, Manolo Royo y Ángel Garó.

- 2014:
  - Un país de cuento (José Mota)[74]
    - Dirección: José Mota.
    - Producción: Producciones Nueva Línea.
    - Invitados: Pablo Rivero, Tomás Roncero, Irene Junquera, Juan Muñoz, Isco Alarcón, Koke Resurrección, Adrián Lastra, Angy Fernández, Carolina Casado, El Langui, Fernando Esteso, Fernando Tejero, François Gallardo, Dani Carvajal, Hugo Orlando Gatti, Javier Gutiérrez, Tomatito, José Mercé, Lluvia Rojo, Pilar García Muñiz, Pipi Estrada, Roberto Álamo, Ruth Lorenzo, Santiago Segura, Sergio Martín, Sergio Peris-Mencheta, Soledad Mallol, Grecia Castta y Richy Castellanos.

  -  ¡Feliz 2015!
2.177.000 (23,9%) 
    - Dirección: Álvaro García Moro.
    - Producción: Viento y Agua Films.
    - Presentación: Jaime Cantizano y Eva González.
    - Artistas: Pastora Soler, Chenoa, Kate Ryan, Camela, Ruth Lorenzo, Kiko Rivera, Rosa López, Carlos Baute, Henry Méndez, Soraya Arnelas, Abraham Mateo, Amaia Montero, David Bustamante, La Dama, Dvicio, Efecto Pasillo, Fangoria, India Martínez y Vanesa Martín, Manolo García, Marta Sánchez, Merche, Miguel Bosé, Nancys Rubias, Pablo López, Pasión Vega, Rosario Flores, Tatishé y Wisin.

- 2015: 
  - Resplandor en la Moncloa (José Mota) 
    - Dirección: José Mota y Rodrigo Sopeña.
    - Producción: Producciones Nueva Línea.
    - Invitados: Santiago Segura, Roberto Álamo, Javier Gutiérrez, Rosa López, José Corbacho, Pablo Carbonell, Pitingo, Jandro López, Luis Piedrahíta, Jorge Blass, Yunke, Inés la Maga, Óliver Torres, Juanfran Torres y Miguel Ángel Moyá.

  - ¡Feliz 2016!
1.871.000 (22,3%)
    - Dirección: Álvaro García Moro.
    - Producción: Viento y Agua Films.
    - Presentación: Eva González, Pepe Viyuela y Carolina Cerezuela.
    - Artistas: Juanes, Pablo Alborán, Pablo López, Dvicio, Malú, Antonio Orozco, The Corrs, Manuel Carrasco, Sergio Dalma, Vanesa Martín, Bertín Osborne, David Bisbal, Estopa, Álvaro Soler, Abraham Mateo, Niña Pastori, Efecto Pasillo, Sweet California, Auryn, Álex Ubago, Amaia Montero y Bebe.

- 2016:
  - Operación And The Andarán (José Mota) 
    - Dirección: José Mota.
    - Producción: Producciones Nueva Línea.
    - Invitados: Santiago Segura, Raúl del Pozo, Pepe Oneto, Pepe Ruiz, Juanjo Ballesta, Roberto Álamo, Lluvia Rojo, Pepe Navarro, Carlos Areces, Sergio Pazos, Pablo Carbonell, Enrique Villén, El Langui, Juan Muñoz, Óscar Higares, Pilar García Muñiz, Sergio Martín, Angy, Marina Lozano, Jesús Cabrera, Daniel Guzmán, Jesús Álvarez Cervantes, Iker Casillas, Janfri Topera, Fernando Romay, Pipi Estrada, Javivi, Rafael Amargo y Raúl Fervé.

  - ¡Feliz 2017! 
1.973.000 (21,7%) 
    - Dirección: Álvaro García Moro.
    - Producción: Viento y Agua Films.
    - Presentación: Eva González y Santiago Segura.
    - Artistas: David Bisbal, David Bustamante, Sweet California, Nancys Rubias, Fangoria, David Civera, Hugo Salazar, Robbie Williams, Melendi, Tamara, Rosana, Maluma, Antonio José, Dani Martín, Vanesa Martín, Dúo Dinámico, Carlos Baute, Morat, Ruth Lorenzo, Chenoa, Gemeliers, Mocedades, India Martínez, Manuel Carrasco, Bebe, J Balvin, Manu Tenorio, Pitingo, Juanes, Efecto Pasillo, Jorge Luengo, La Oreja de Van Gogh, Pablo López, Agustín Jiménez, Henry Méndez, Carolina Cerezuela y Juan Anglada, Diego Martín, Materia Prima y David DeMaría.

- 2017:
  - Bienvenido, Mr. Wan-Da (José Mota) 
[75]
    - Dirección: José Mota.
    - Producción: Producciones Nueva Línea.
    - Invitados: Santiago Segura, Javier Gutiérrez, Daniel Guzmán, Rubén Ochandiano, Max Marieges, Garbiñe Muguruza, Julián López, Lorena Gómez y Enrique Villén.

  - ¡Feliz 2018!
1.973.000 (23,7%) 
    - Presentación: Eva González y Carlos Latre.
    - Dirección: Manel Iglesias.
    - Producción: Muy Films.
    - Artistas: Pablo Alborán, India Martínez, Rosa López, Gemeliers, Blas Cantó, Sweet California, El Consorcio, Barei, Sergio Dalma, Rosana, Rozalén, Rosario Flores, Camela, Café Quijano, Demarco Flamenco y Maki.

- 2018:
  - Retratos salvajes (José Mota)
    - Dirección: José Mota.
    - Producción: Producciones Nueva Línea.
    - Invitados: Paula Prendes, Pepe Navarro, Juan Carlos Rivero, Jesús Álvarez Cervantes, Ignatius Farray, Florentino Fernández, Santiago Segura, Ana Arias, Norma Ruiz, Millán Salcedo, Carlos Iglesias, Carolina Casado, More, Fernando Gil, Luis Miguel Seguí, Ainhoa Arbizu, Mar Regueras, Irene Junquera, Grecia Castta, Santiago Urrialde, Fernando Ramos, Salvador Verdugo Cortés, Marina Lozano, Patricia Santamaría, Richy Castellanos, Marta Solaz, Chema Lorite, Cipri Quinta, Patricia Galván, Rocío Anker y Juan José Ballesta.

  - ¡Feliz 2019!
3.279.000 (30,9%) 
    - Presentación: Roberto Leal y Elena S. Sánchez.
    - Dirección: Manel Iglesias.
    - Producción: Muy Films.
    - Artistas: Mago Pop, David DeMaría, Luz Casal, Bebe, Ana Guerra, Aitana, Gemeliers, Eleni Foureira, Marta Sánchez y Carlos Baute, Vanesa Martín, Pablo López, Diana Navarro, Miriam Rodríguez, Pitingo, Pablo Alborán, Paulina Rubio, Eros Ramazzotti, Lola Índigo, Rozalén, Pastora Soler, Álvaro Soler, Blas Cantó,  Café Quijano, Ruth Lorenzo, Adexe y Nau, Melendi, Niña Pastori, Orishas, Manuel Carrasco, Bertín Osborne, Ketama, Ana Mena, Andy y Lucas, Dvicio, Anitta, Musical West Side Story, Antonio José, Marta Flich, Roi Méndez, David Otero, Gospel Factory, Merche, Camela, Efecto Pasillo, Manu Górriz, Sweet California, Tequila, Despistaos, Musical Billy Elliot, Fredi Leis, Cami, Raya Real, Funambulista, Beatriz Luengo, Kiko Rivera, Dani Fernández, Modestia Aparte, Mocedades, Musical Has No Limit y María Lavalle.

- 2019:
  - 31-D: un golpe de gracia (José Mota)
    - Dirección: José Mota.
    - Producción: Producciones Nueva Línea.
    - Invitados: Las Virtudes, Pepe Viyuela, Fofito, Santiago Segura, Mari Carmen y sus muñecos, Mariano Mariano, Santiago Urrialde, Las Supremas de Móstoles, El Gran Wyoming, Guillermo Fesser, Josema Yuste, Millán Salcedo, Félix el gato, Señor Barragán, Richy Castellanos, Fernando Esteso, Arévalo, Florentino Fernández, Ignatius Farray, Fernando Tejero, Jaimito Borromeo, Manuel Sarriá, Marta González de Vega, Leo Harlem, Juan José Ballesta, Lola Gallardo, Amanda Sampedro, Leicy Santos, Kenti Robles, Silvia Meseguer y Charyln Corral.

  - ¡Feliz 2020!
2.590.000 (28,5%)
    - Presentación: Roberto Leal y Rocío Muñoz Morales.
    - Dirección: Manel Iglesias.
    - Producción: Muy Films.
    - Artistas: Aitana Ocaña, Fangoria, Manuel Carrasco, Pablo Alborán y Ava Max, David Bisbal, Sofía Reyes y Anitta, Chenoa y Barei, Vanesa Martín, Melani García, Paulina Rubio, Amaral, Estopa, Ana Guerra, Blas Cantó, Miriam Rodríguez, Edurne y Carlos Baute, Dvicio, Camela, Lola Índigo y Don Patricio, Los Diablos, Jorge Luengo, Ainhoa Arteta, Natalia Lacunza, Ruth Lorenzo, India Martínez, Sinsinati, Merche, Famous Oberogo, Ketama, Musical GHOST, Cepeda, Diana Navarro, Carlos Right, Sweet California, El Arrebato, Fredi Leis, Maldita Nerea, Juan Aroca, Lérica, Miguel Poveda, Dani Fernández, Ana Mena, Gemeliers, Raya Real, Sole Giménez, Rosa López, Pasión Vega, Yanely Hernández, Miki Núñez, Alfred García, Huecco, Alba Reche, Azúcar Moreno, Antonio José, Álex Ubago y Soge Culebra, Funambulista, Adexe y Nau, Tamara, María Isabel, Unique y Argentina.

## Década de 2020
- 2020:
  - Adiós, dos mil vete (Cinema Paraeso) (José Mota)
    - Dirección: José Mota.
    - Producción: Producciones Nueva Línea.
    - Invitados: Florentino Fernández, Santiago Segura, Luis Cobos, Garbiñe Muguruza, Diana Navarro y Eva Ugarte.

  - ¡Feliz 2021!
2.651.000 (27,6%)
    - Presentación: Chenoa y Florentino Fernández.[76]
    - Dirección: Manel Iglesias.
    - Producción: Muy Films.
    - Artistas: Aitana Ocaña, Luis Cepeda, Lola Índigo, Ana Guerra, Los Diablos, Mägo de Oz, Blas Cantó, Miki Núñez, Pastora Soler, Edurne, Rosa López, Melani García, Soleá Fernández, Pablo Alborán, Pablo López, Vanesa Martín, Flavio Fernández, Sweet California, Beret, Tamara, Antonio José, Marta Sánchez, Bely Basarte, Efecto Pasillo, Sebastián Yatra, David DeMaría, Rozalén, Chenoa, Melody, Ana Mena, Rosario Flores, Diana Navarro, NIA, Eva B, Chica Sobresalto, Hugo Cobo, Samantha Gilabert, Borja Rubio y Galván Real, Malizzia y Malizzia, Lucía Fernanda y Moncho Chavea, Rosario Mohedano, Unique, Mantra, Twin Melody, Natalia Rodríguez, Nil Moliner, Raya Real, Javy Ramírez, Marina, Andrés Suárez, La Pegatina, David Otero, Dani Fernández, Fredi Leis, Nyno Vargas, Camela, Stay Homas, Miguel Poveda, Don Patricio, Dvicio, Nuria Fergó y Adexe y Nau.

- 2021:
  - Cuento de vanidad (José Mota)
    - Dirección: José Mota.
    - Producción: Producciones Nueva Línea.
    - Invitados: Fernando Romay, Santiago Segura, Soledad Mallol, Richy Castellanos y Lara Siscar.

  - ¡Feliz 2022!
1.922.000 (19,7%)
    - Presentación: Elena S. Sánchez y Rocío Muñoz Morales.[77]
    - Dirección: Daniel Grande.
    - Producción: Muy Films.
    - Artistas: Sebastián Yatra, Vanesa Martín, Sergio Dalma, Ed Sheeran, Pablo López, Malú, Pablo Alborán, Hombres G, Levi Díaz, Chenoa y Carlos Baute, Fangoria, Ana Guerra, Bertín Osborne, NIA e India Martínez, Lola Índigo, Antonio Orozco, Camela, Justin Quiles, Álvaro de Luna, Marta Sánchez, Dvicio, Kiko Rivera, Soleá Fernández, Los Vivancos, Edurne, Niña Pastori, Nancys Rubias, Pastora Soler, Dani Fernández, Blas Cantó, Miguel Poveda, Antonio José, Lérica, Raya Real, Nil Moliner, Rosa López, Moncho y Elías, TINA el musical de Tina Turner, Daviles de Novelda, Ruth Lorenzo y Ricky Merino, Efecto Pasillo, Israel Fernández, Tamara, Carlos Marín e Innocence, Twin Melody, Andrés Suárez, Lucía Fernanda, Adexe y Nau, Alfred García, Despistaos, Abraham Mateo, Sweet California, Kiki Morente, Nuria Fergó, Natalia Lacunza, Álex Ubago, Los Toreros Muertos y No me pises que llevo chanclas, Fredi Leis, Julia Medina, Eva B, Chema Rivas, Samantha Gilabert, Marta Soto, Agoney, Zenet, María Peláe, Amistades Peligrosas, Nyno Vargas, Rafa Sánchez, Borja Rubio y Los Rebujitos, Ana Mena y Omar Montes, Cepeda, Aitana Ocaña, Griff, Bombai, Beret, Mantra, Café Quijano y Marlena.

- 2022:
  - 2023: ¡Sálvese quien Putin![35] (José Mota)
    - Dirección: José Mota.
    - Producción: Producciones Nueva Línea.
    - Invitados: Josema Yuste, Millán Salcedo, Miriam Díaz-Aroca, Javier Gurruchaga, Ibai Llanos, Álvaro García, Carmen de Lorenzo, David Guapo, Paco Clavel, Diana Navarro, Isidro Montalvo y Vicente Amigo.

  - ¡Feliz 2023!
 1.884.000 (24,1%)
    - Presentación: Rocío Muñoz Morales, Chenoa y Carlos Torres.[78]
    - Dirección: Jordi Rosell.
    - Producción: Muy Films.
    - Artistas: Lola Índigo, Fangoria, Ana Mena, Abraham Mateo, Pablo López, Carlos Baute, Vanesa Martín, Manuel Carrasco, Chanel, Sam Ryder, Carlos Higes, Gayle, Dani Fernández, Edurne, Pastora Soler, Agoney Hernández, Nancys Rubias, OBK y Sofía Cristo, Camela, La historia interminable. El musical, Juan Magán, Merche, Sole Giménez, Beret, Despistaos, La La Love You, Rozalén, Rodrigo Cuevas, Julio Iglesias, Jr., Luis Cepeda, Nil Moliner, NIA, Rocco Hunt, Lennis Rodríguez, Antonio José, Ruth Lorenzo, Leo Rizzi, Los Diablos, Raya Real, Soraya Arnelas, Mocedades, Blas Cantó, Sofía Ellar, Nyno Vargas, Daviles de Novelda, Adexe y Nau, Tam Tam Go!, Rafa Sánchez, Marta Sango, Yoli Saa, María Peláe, Funambulista, Andrés Suárez, Andy y Lucas, Amistades Peligrosas, Miss Caffeina, Juanlu Montoya, Marlon, David DeMaría, Miki Núñez, Broadway Melody: Cantando bajo la lluvia. El musical, Francisco, Rayden, Efecto Pasillo, Paul Alone, Chema Rivas, Junior Míguez, Paula Mattheus, Medina Azahara, Natalia Rodríguez, Toreros con Chanclas, Depol, Nuria Fergó, Gonzalo Hermida, Niño Josele, Alba Reche, Tamara, Siempre Así, El Langui y Brisa Fenoy, Lorena Gómez, Antonio Moreno, Mantra, Don Patricio, Inma Serrano, Tomasito, Lucrecia, Bertín Osborne, Álex Ubago, Álvaro Soler, Macaco, Miguel Poveda, Marta Soto, Manolo García y Gloria Trevi.

- 2023:
  - Un año de miedo (José Mota)[79]
    - Dirección: José Mota.
    - Producción: Producciones Nueva Línea.
    - Invitados: Jorge Sanz, Patricia Conde, Agustín Jiménez, Berta Collado, Jenaro Castro, Paula Púa, Nerea Fernández y AnimaLize21.

  - ¡Feliz 2024!
 1.728.000 (23,8%)
    - Presentación: Rocío Muñoz Morales, Patricia Conde y Carlos Torres.[80]
    - Dirección: Yolanda Lope de Toledo.
    - Producción: Muy Films.
    - Artistas: Ana Mena, Pablo López, Vanesa Martín, Abraham Mateo y Malú, Sergio Dalma, Estopa, Luis Fonsi, Vicco, Sandra Valero, Pastora Soler, Niña Pastori, Nancys Rubias, Ana Guerra, Juan Magán y Mar Lucas, Camela, Miss Cafeína, Chicago: El musical, Edurne, Carlos Baute y Zzoilo, Lérica, Gloria Trevi, Nil Moliner, Depol, Natalia Jiménez, Beret, Maldita Nerea, Andrés Suárez, Rozalén, Marc Seguí, Miki Núñez, Leo Rizzi, Lorena Gómez, Efecto Pasillo, Tatiana Delalvz, Hilario, Raya Real, Marlon, Paula Mattheus, Francisco, Amistades Peligrosas, Blanca Paloma, OBK, Funambulista, Míriam Rodríguez, José Mercé, Blas Cantó, NIA, Pretty Woman: El musical, Gonzalo Hermida, El Arrebato, María Peláe, Melocos, Varry Brava, Ruth Lorenzo, Yoli Saa, Rosario Mohedano, Samantha Gilabert, Sole Giménez, Huecco, Roi Méndez, Chambao, Marina Carmona, Rulo y la Contrabanda, The Book of Mormon: El musical, Merche, Antoñito Molina, Lucrecia, Mantra, Elefantes, Raúl, Adexe y Nau, Veintiuno, Medina Azahara, Álex Ubago, Los Diablos, Paul Alone, Julia Medina, Teo Bok, Rafa Sánchez, Marilia, Marcelo Mellino, Ezequiel Montoya, Paula Koops y Jadel.
- 2024:
  - 2024: Operación IA IA oh (José Mota)
    - Dirección: José Mota.
    - Producción: Producciones Nueva Línea.
    - Invitados: Josema Yuste, Millán Salcedo, Florentino Fernández, Santiago Segura, José de Luna y Edu Luky.

  - ¡Feliz 2025!
 1.882.000 (22,7%)
    - Presentación: Oriol Nolis[81] y Eva Soriano.[82]
    - Dirección: Yolanda Lope de Toledo.
    - Producción: Muy Films.
    - Artistas: Abraham Mateo, Chenoa, Fangoria, Niña Pastori, Dani Fernández, Manuel Carrasco, Rosario Flores, Isabel Aaiún, Amaral, Chloe DelaRosa, Marta Sánchez, Viva Suecia, Pastora Soler, Rozalén, Carlos Baute, David Bustamante, Ana Guerra, Omar Montes, Blas Cantó, st. Pedro, Álvaro de Luna, Gloria Trevi, María Peláe, Antonio Orozco, Edurne, Francisco y Támara, Almácor, Vicco, Miss Caffeina, Mecanexperience, Rigoberta Bandini, Beret, Marlena, Raya Real, David DeMaría y Chenoa, José Mercé, Marina Carmona, Marlon y Álvaro de Luna, Nebulossa, Marc Seguí, Lorena Gómez, Nil Moliner, NIA, Daniel Da Silva DN7, La La Love You, Miguel Poveda, Paula Mattheus, Café Quijano, Gonzalo Hermida, Annalisa, Lérica, Soraya Arnelas, Antoñito Molina, Shaila Dúrcal, Joana Santos y Nyno Vargas, Chema Rivas, Rosa López, Nena Daconte, Ana Bárbara, Kinky Boots, Varry Brava, Melody, OBK, Barei, Recycled J, Yoly Saa, Jorge González, Adexe y Nau, Kiko Rivera, Cómplices, Kiko & Shara, Luis Cortés, María Isabel, Sexy Zebras, Paula Koops, Andrés Suárez, Amistades Peligrosas, Melocos, Marta Santos, Los Diablos, Álex Ubago, K-Narias, Walls, La Flaka, Ruslana, Rafa Sánchez, Gonzalo Alhambra, Verónica Romero, Demarco Flamenco, Marcelo Mellino, Natalia y Ezequiel Montoya.